# 黄维礼
黄维礼（1955年10月29日—），男，汉族，福建惠安人，中华人民共和国政治人物，曾任民盟中央常委、福建省委副主委、泉州市委主委、福建省泉州市副市长、第十一届全国政协委员。

## 生平
2008年，当选第十一届全国政协委员，代表中国民主同盟，分入第六组。